# دينيسي بيلمان
دينيس بيلمان (من مواليد 11 ديسمبر 1962) لاعبة متزلجة على الجليد محترفة سابقة سويسرية. كانت بطلة أوروبا والعالم في عام 1981 وفازت بالبطولات السويسرية ثلاث مرات. في عام 2014 تم اختيار بيلمان لتكون ضمن شخصيات التاريخية في قاعة مشاهير التزلج الفني على الجليد العالمية.

## روابط خارجية
- الموقع الرسمي
 باللغة الألمانية
- YouTube video - 1980 Winter Olympics